# Mărășești, Mureș
Mărășești este un sat în comuna Band din județul Mureș, Transilvania, România.